# Egyetemváros (Miskolc)
Egyetemváros a neve Miskolc azon városrészének, ahol a Miskolci Egyetem fő épületei helyezkednek el. A kb. 85 hektár területet (korábbi neve Dudujka volt), amely az Avas és Miskolctapolca között található, 1950 februárjában jelölték ki a Sopronból Miskolcra költöztetett Nehézipari Műszaki Egyetem leendő helyének.
A városrészt övező park közepén vannak az egyetem igazgatási és fontosabb oktatási épületei, az egyetemi kollégiumok, a Központi Könyvtár, a Továbbképzési Központ, az Egyetemi Sportcsarnok, a Kemény Dénes Városi Sportuszoda, az Alkalmazott Kémiai Kutatóintézet, valamint a menza épülete. A területen találhatók sportpályák és teniszpályák. 2015-ben adták át a felújított, rekortán pályával és futófolyosóval rendelkező Miskolci Atlétikai Centrumot. Van itt továbbá élelmiszerüzlet, és néhány vállalkozásnak (pl. TÜKI, SZÜV) itt van a központja. Az Egyetemváros épületein, parkjaiban és belső tereiben számtalan nívós képzőművészeti alkotás található.
A Miskolci Egyetemnek nem minden egysége helyezkedik el az Egyetemvárosban. 1969-ben a Dunaújvárosi Főiskolai Kar egy másik városban alakult meg, a dunaújvárosi Felsőfokú Kohóipari Technikum beolvasztásával, de a főiskola 2000 óta ismét önálló felsőoktatási intézményként működik. Ugyanebben az évben a sárospataki Comenius Tanítóképző Főiskola az integrációt választotta, de 2013-ban kivált innen.
A miskolci belvárosi Bartók téren található Zenepalota épületében működő Bartók Béla Zeneművészeti Intézet – 2021 óta Bartók Béla Zeneművészeti Kar – 1997 óta tartozik az egyetem szervezetéhez.

## Megközelíthetőség
Az Egyetemváros területét nappal hat autóbuszvonal érinti, ezek a 12-es, a 20-as, a 20A-s, a 29-es, a 39-es és az 53-as jelzésű buszok. Késő este pedig a 900-as és a 914-es éjszakai járatokkal közelíthető meg. Főutcája a 2519-es út.

## Képgaléria

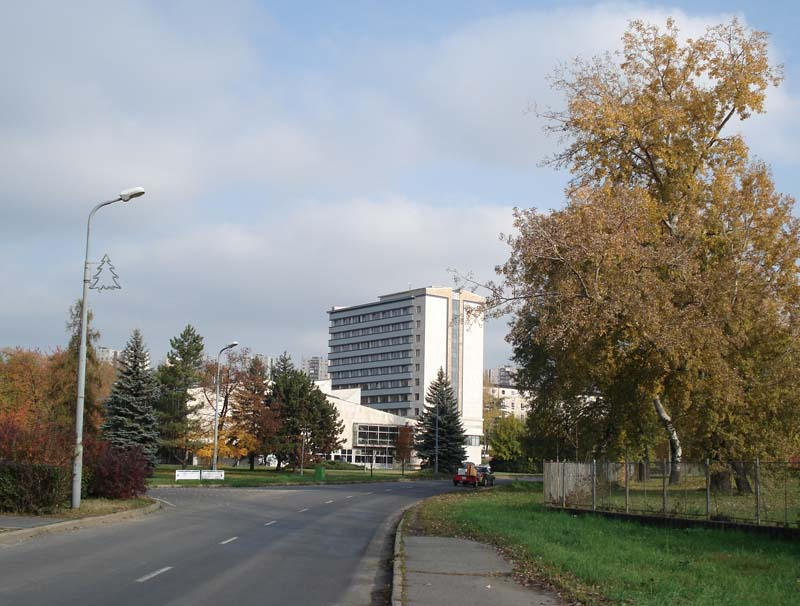
Az E/7 épület
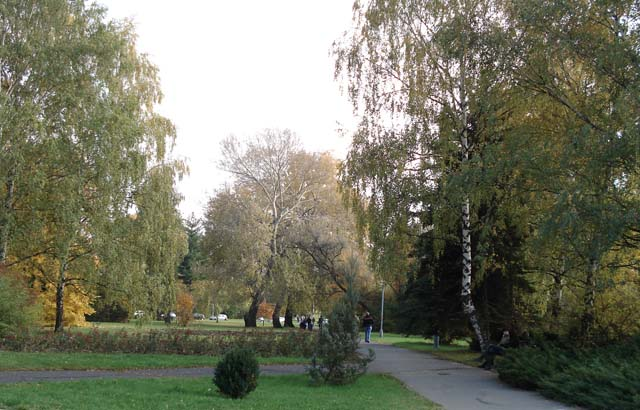
A park részlete
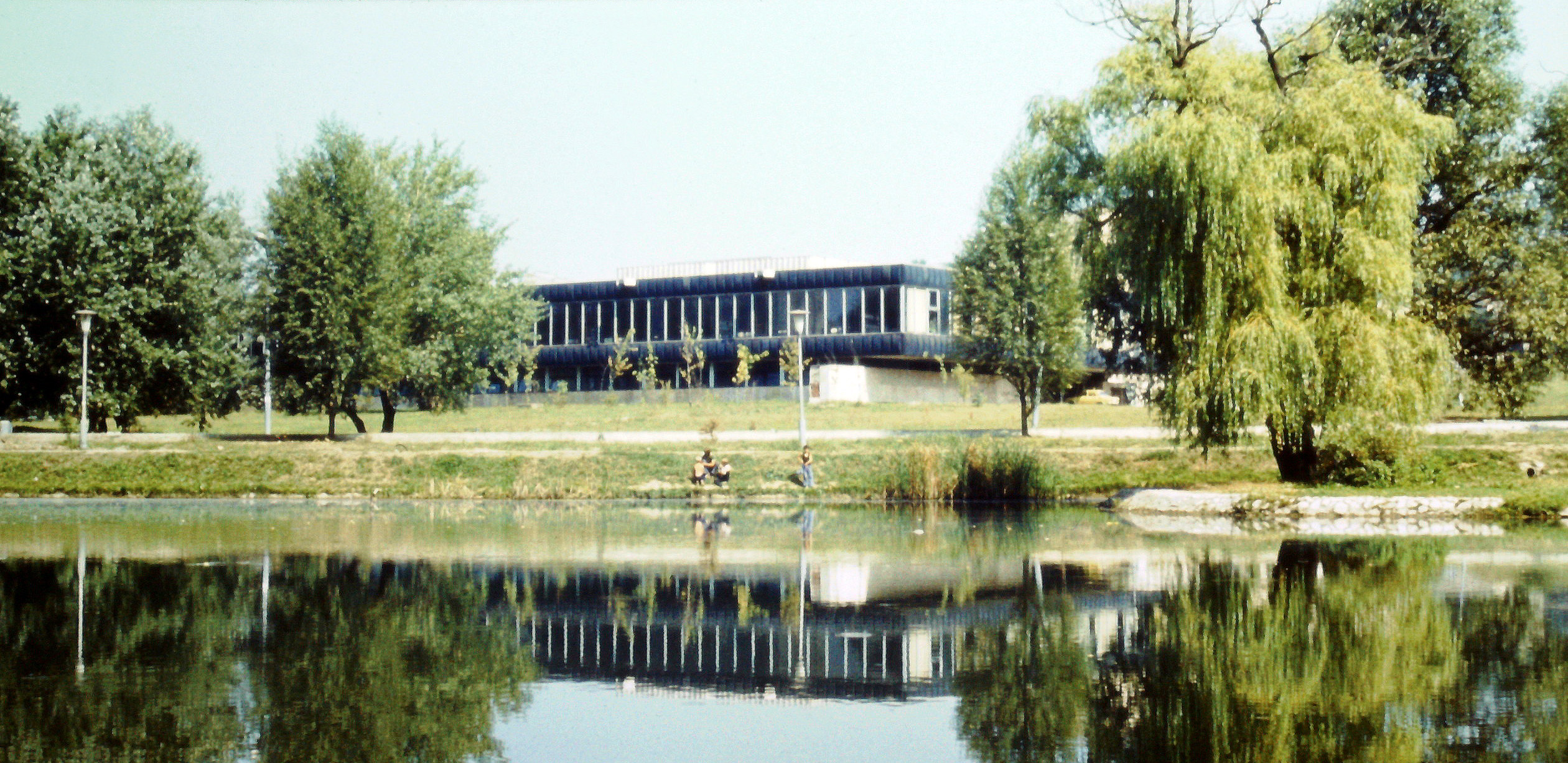
A Központi Könyvtár
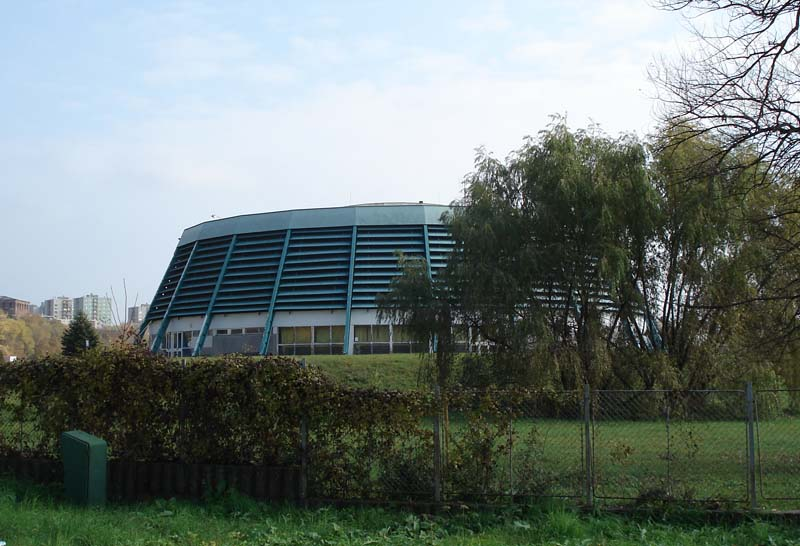
A körcsarnok
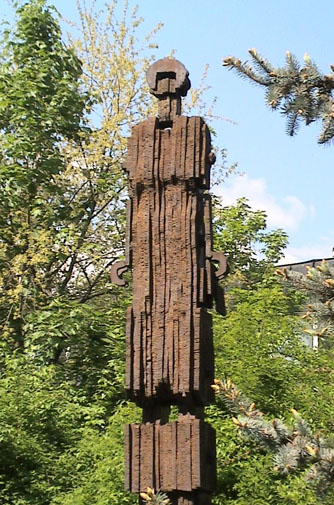
Vilt Tibor szobra